# Aleksandre Chachanaschwili

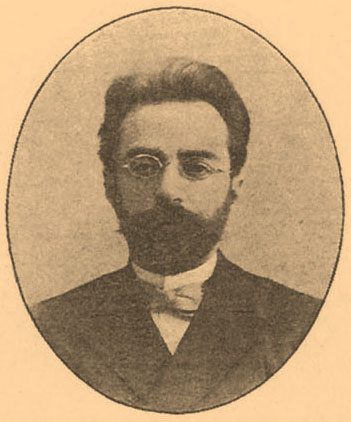
Aleksandre Chachanaschwili, vor 1908

Aleksandre Solomonis dse Chachanaschwili (georgisch ალექსანდრე სოლომონის ძე ხახანაშვილი, russisch Александр Соломонович Хаханашвили Alexander Solomonowitsch Chachanaschwili, russifiziert Хаханов Chachanow; * 1866 in Gori; † 1912) war ein georgisch-russischer Historiker, Philologe und Hochschullehrer.

## Leben
Aleksandre Chachanaschwili absolvierte das 1. Gymnasium in Tiflis und studierte dann an der historisch-philologischen Fakultät der Universität Moskau mit Abschluss 1888. Seine Lehrer waren Wladimir Iwanowitsch Guerrier, Pawel Gawrilowitsch Winogradow und Wassili Ossipowitsch Kljutschewski.
Ab 1889 hielt Chachanaschwili Vorlesungen über Georgische Sprache und Literatur am Lasarew-Institut für Orientalische Sprachen in Moskau. Seine ersten gedruckten Werke auf Georgisch befassten sich mit der georgischen Volkspoesie und mit der Leibeigenschaft in Georgien vor der Eingliederung in das Russische Kaiserreich (Tiflis, 1890). Seine Studien zur Geschichte der georgischen Literatur wurden sein Hauptwerk, das 1895 auf Russisch erschien (mit weiteren Ausgaben 1897, 1902 und 1906). In Georgien, Italien, Frankreich und England forschte er nach alten georgischen Handschriften. Auch veröffentlichte er Arbeiten auf Französisch und Deutsch.
Neben seiner wissenschaftlichen Arbeit war Chachanaschwili Lehrer für Geschichte und russische Literatur an Mädchengymnasien in Moskau und veranstaltete Gespräche über Themen der russischen Literatur des 19. Jahrhunderts. Dazu gehörte er zu den Autoren des Brockhaus-Efron. In seinen Arbeiten hob er immer die große kulturgeschichtliche Bedeutung der Vereinigung Georgiens mit Russland hervor. 1900 wurde Chachanaschwili Privatdozent für georgische Sprache und Literatur an der Universität Moskau. 1901 wurde er in die Kaiserliche Russische Archäologische Gesellschaft gewählt und 1907 in die Georgische Gesellschaft für Geschichte und Ethnographie.